# Urwaldgebiet Mittelsteighütte

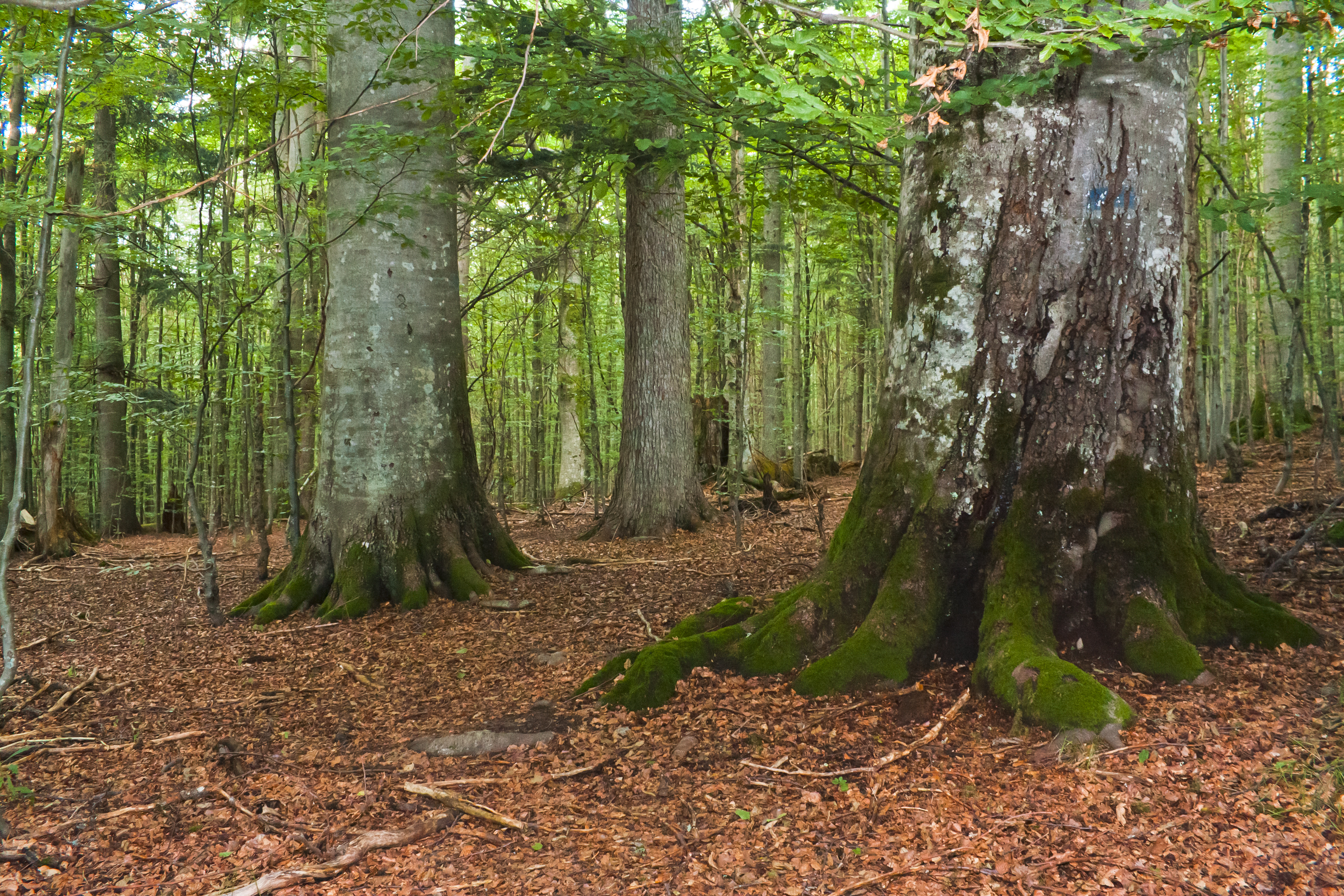
Riesige Stämme der Rotbuche und der Gemeinen Fichte im Urwaldgebiet Mittelsteighütte

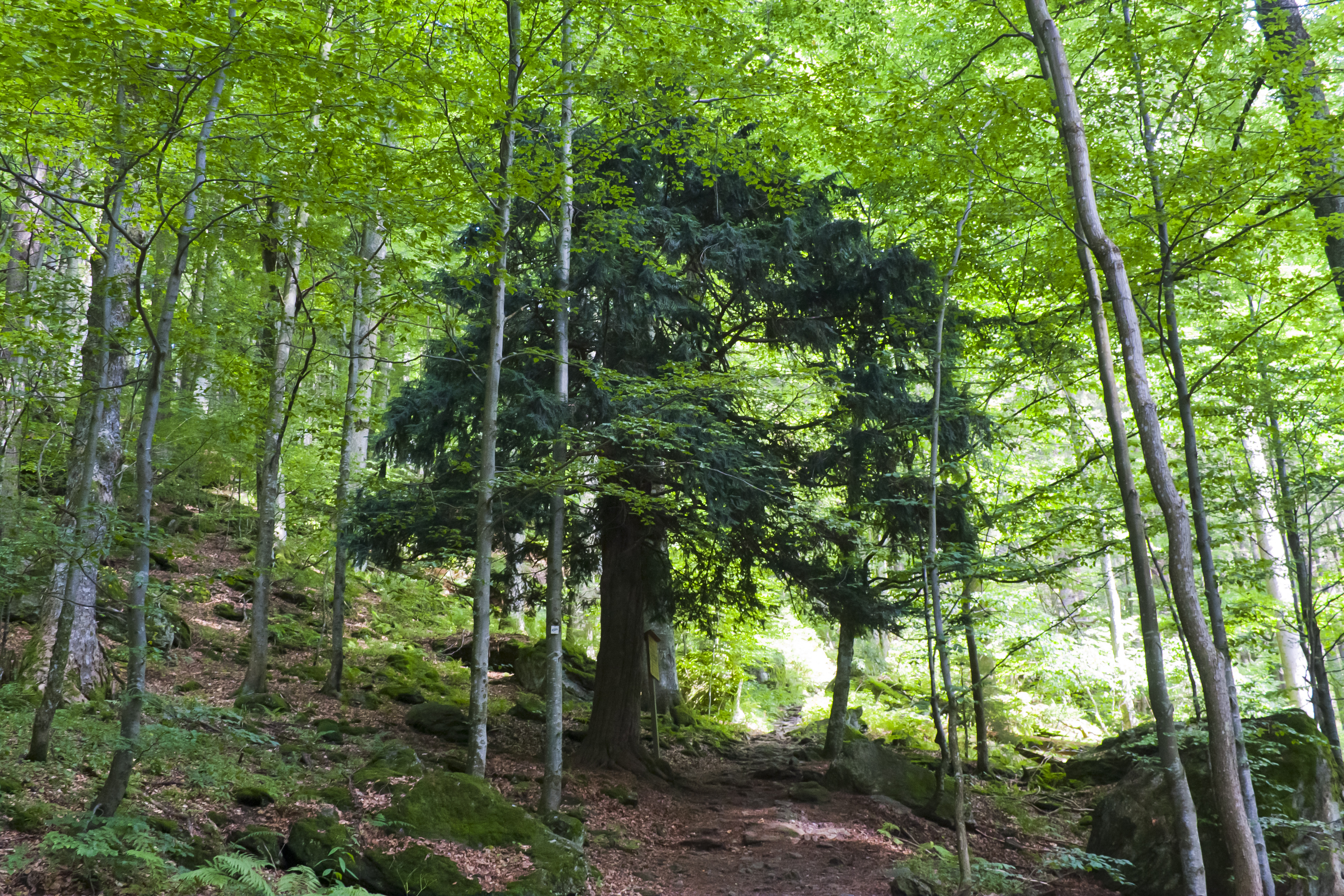
Eine Europäische Eibe

Der Urwald Mittelsteighütte ist ein Urwald und ehemaliges Naturschutzgebiet im Nationalpark Bayerischer Wald.

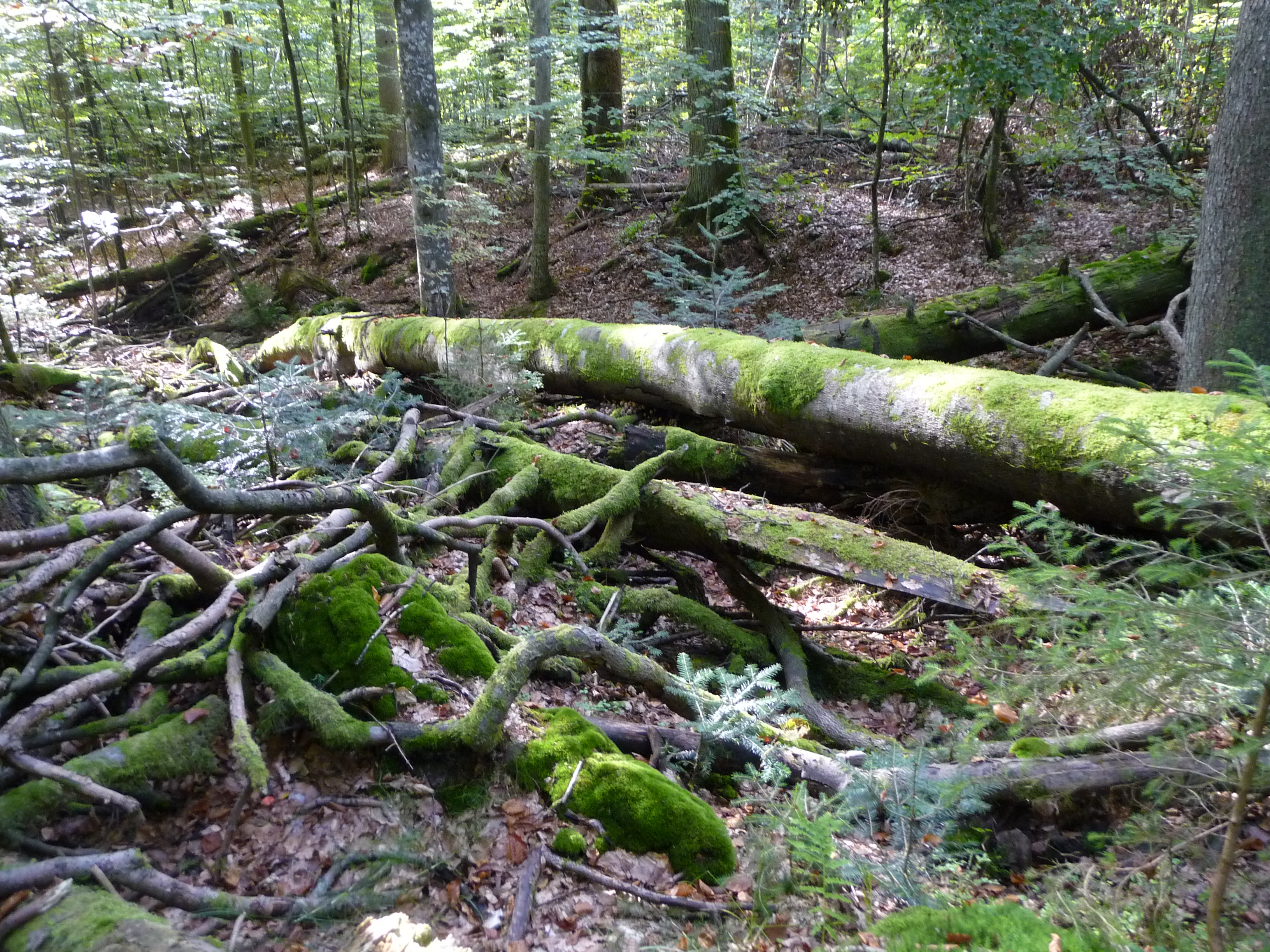
Liegendes Totholz

## Lage
Der Urwald liegt gegen Südwest geneigt in einer Höhenlage von 700 bis 800 Metern unmittelbar nordöstlich der Ortschaft Zwieslerwaldhaus und ist im Süden und Südosten durch den Großen Steinbach begrenzt. Mitten durch das Gebiet führt der Wanderweg von Zwieslerwaldhaus zum Kleinen und Großen Falkenstein, während ein anderer Wanderweg zum Ruckowitzschachten hier abzweigt. Durch den Urwald fließt der Mittelsteigbach. Am Nordostrand liegt eine inzwischen weitgehend überwachsene ehemalige Ziegenweide.

## Geschichte
Der Bestand wurde seit 1761 kaum genutzt und 1914 zum Schongebiet. Durch Verordnung der Regierung von Niederbayern und der Oberpfalz vom 28. März 1939 wurde das 37,8 ha umfassende, später auf 45,75 ha erweiterte Naturschutzgebiet „Mittelsteighütte am Zwieseler Waldhaus“ errichtet. 1997 wurde das Gebiet Teil des erweiterten Nationalparks Bayerischer Wald.

## Beschreibung
Der Baumbestand besteht großteils aus Rotbuche, Weiß-Tanne und Gemeiner Fichte. Der Bestandsaufbau ist zweistufig und setzt sich aus sehr alten Bäumen einerseits und einer dichten Buchenverjüngung andererseits zusammen. Das Urwaldgebiet ist durch das Vorhandensein von ungewöhnlich viel Totholz charakterisiert. Die einstigen Urwaldriesen sind seit etwa 1980 weitgehend zusammengebrochen und befinden sich in einem Zustand fortgeschrittenen Zerfalls, wofür zunächst der saure Regen als Verursacher angesehen wurde, später aber die Annahme entstand, dass entsprechend dem Mosaik-Zyklus-Konzept derzeit eine Zerfallsphase in einem wiederkehrenden Zyklus durchlaufen wird.

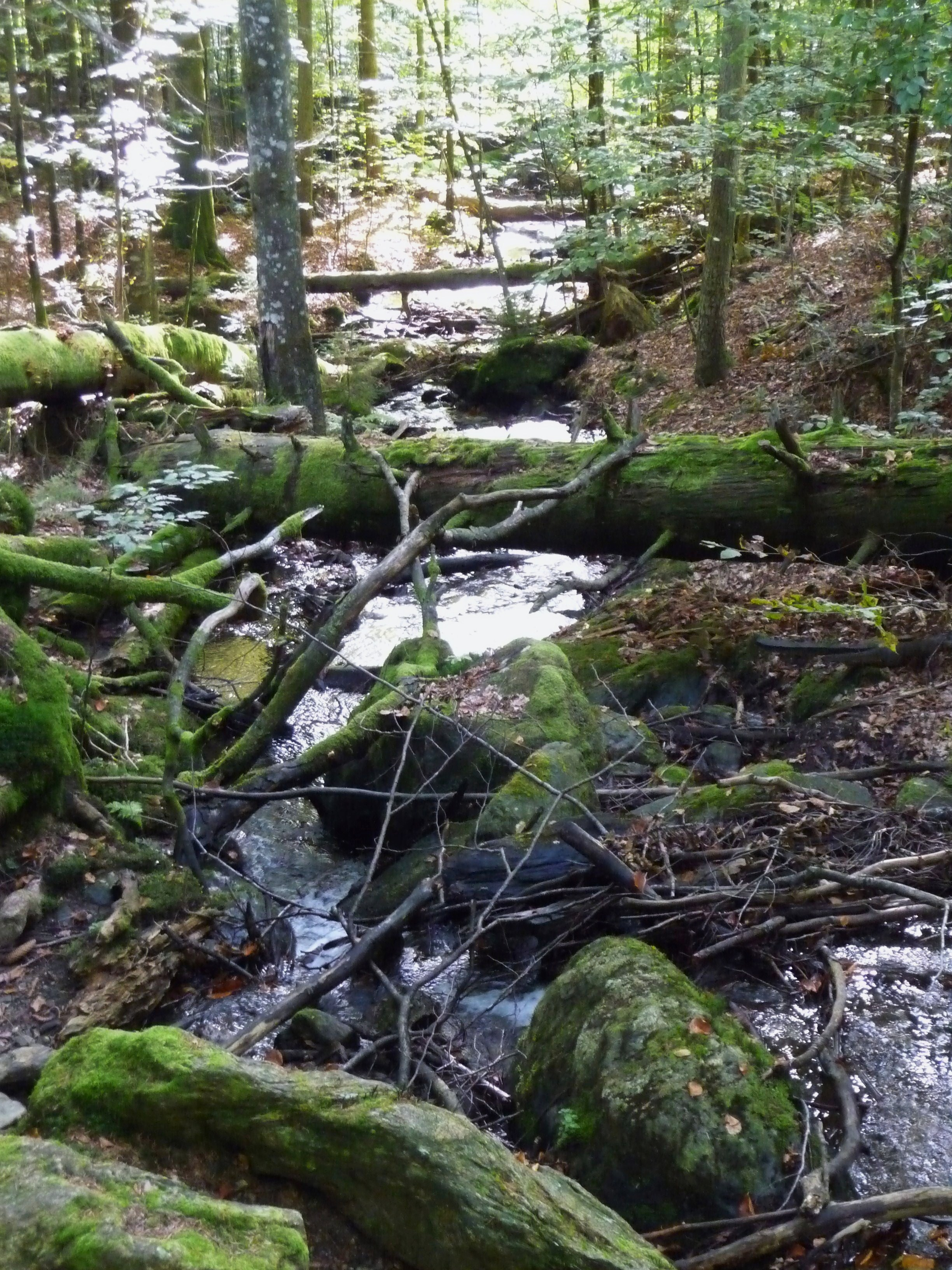
Der Mittelsteigbach

## Flora und Fauna
Die Besonderheit des Urwaldgebietes Mittelsteighütte als Vorkommensort seltener Tier- und Pflanzenarten ist schon geraume Zeit bekannt, so meldete Richard Schlegel 1912 für 1890 von hier die Beobachtung von zwei Blauracken, Josef Gengler 1914 für um 1870 die eines Habichtskauzes. Wolfgang Scherzinger wies 1985 für 1979/80 fünfzig Vogelarten nach, darunter als größte Besonderheiten Zwergschnäpper, Weißrückenspecht und Dreizehenspecht. Die derzeitige Erneuerungsphase mit dominierendem Jungbuchenwuchs mindert die Biotopqualität besonders für Höhlenbrüter und Großvögel.
Unter den Käfern wurden seltene Totholzbewohner angetroffen, darunter Rindenschröter, Kopfhornschröter und der Rüsselkäfer Hexarthrum duplicatum. Ungewöhnlich ist auch die Pilz- und Moosflora. So konnte 2010 hier der Wollige Scheidling nachgewiesen werden.